# Episodi di Soko 5113 (ventiseiesima stagione)
La ventiseiesima stagione della serie televisiva Soko 5113 è stata trasmessa in anteprima in Germania dalla ZDF tra il 21 settembre 2004 e il 7 dicembre 2004.
| nº | Titolo originale          | Titolo italiano | Prima TV Germania | Prima TV Italia |
| -- | ------------------------- | --------------- | ----------------- | --------------- |
| 1  | Schlangenkuss             |                 | 21 settembre 2004 |                 |
| 2  | Puppenspieler             |                 | 28 settembre 2004 |                 |
| 3  | Kleine Tiere, große Tiere |                 | 5 ottobre 2004    |                 |
| 4  | Der Meisterdetektiv       |                 | 12 ottobre 2004   |                 |
| 5  | Susannes Trauma           |                 | 19 ottobre 2004   |                 |
| 6  | Schatzräuber              |                 | 26 ottobre 2004   |                 |
| 7  | Mord' oeuvre              |                 | 2 novembre 2004   |                 |
| 8  | Heimspiel                 |                 | 9 novembre 2004   |                 |
| 9  | Mord im zweiten Stock     |                 | 16 novembre 2004  |                 |
| 10 | Eine alte Rechnung        |                 | 23 novembre 2004  |                 |
| 11 | Der Baulöwe               |                 | 30 novembre 2004  |                 |
| 12 | Total verfahren           |                 | 7 dicembre 2004   |                 |